# Cabucgayan
Cabucgayan ist eine philippinische Stadtgemeinde in der Provinz Biliran. 

## Herkunft des Namens
Der Name leitet sich von einer bukgay genannten Schneckenart ab. In Waray wird um die Pluralform eines Nomens zu bilden die Silbe ka vor, und der Artikel an hinten an die Grundform des Wortes angefügt. Das Wort Kabukgayan bedeutet daher „ein Ort an dem es viele Schnecken gibt“.

## Baranggays
Cabucgayan ist politisch unterteilt in 13 Baranggays.
- Balaquid
- Baso
- Bunga
- Caanibongan
- Casiawan
- Esperanza (Pob.)
- Langgao
- Libertad
- Looc
- Magbangon (Pob.)
- Pawikan
- Salawad
- Talibong